# 克莱藏泰讷
克莱藏泰讷（法語：Clézentaine，法語發音：[klezɑ̃tɛn] ⓘ）是法国大東部大區孚日省的一个市镇，属于埃皮纳勒区。

## 地理
克莱藏泰讷（48°24'31"N, 6°32'20"E）面积13.11 平方千米，位于法国大東部大區孚日省，该省份为法国东北部内陆省份，北起默兹省和默尔特-摩泽尔省，西接上马恩省，南至上索恩省和贝尔福地区省，东临上莱茵省和下莱茵省。
与克莱藏泰讷接壤的市镇（或旧市镇、城区）包括：莫尔塔涅河畔圣莫里斯、吉里维莱、马涅尔、马特克塞、丹维莱尔、福孔库尔、阿延维尔、阿尔当库尔。

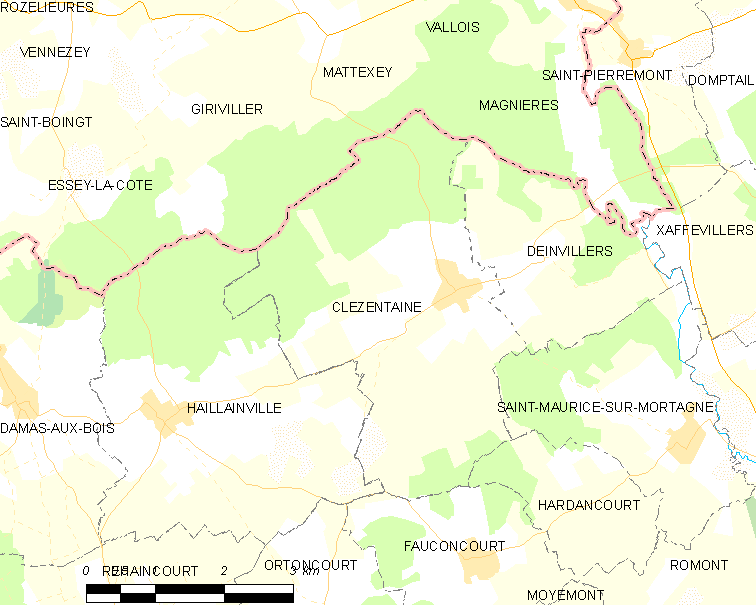
克莱藏泰讷的OSM定位图

克莱藏泰讷的时区为UTC+01:00、UTC+02:00（夏令时）。

## 行政
克莱藏泰讷的邮政编码为88700，INSEE市镇编码为88110。

## 政治
克莱藏泰讷所属的省级选区为沙尔姆县。

## 人口

1962-2008年间克莱藏泰讷人口变化图示

克莱藏泰讷于2022年1月1日时的人口数量为219人。